# Фелпс, Келли Джо
Келли Джо Фелпс (англ. Kelly Joe Phelps; 5 октября 1959 года, Самнер, Вашингтон, США — 31 мая 2022 года, Айова, США) — американский блюзовый гитарист, вокалист и автор песен. Номинант Blues Music Awards в номинациях «Альбом акустического блюза» (1998), «Исполнитель акустического блюза» (1998). Творчество музыканта характеризуют как смесь дельта-блюза и джаза.

## Биография
Келли Джо Фелпс родился в 1959 году и вырос в Самнере, штат Вашингтон. Он научился исполнять кантри-музыку и народные песни, а также игре на барабанах и фортепиано у своего отца, а на гитаре начал играть в возрасте двенадцати лет. Фелпс сосредоточился на фри-джазе, и брал пример с таких музыкантов, как Орнетт Коулмен, Майлз Дэвис и Джон Колтрейн, и в течение последующих десяти лет играл джаз в различных коллективах, в основном как бас-гитарист. По словам музыканта, его «превращение» в блюзмена произошло, когда начал слушать мастеров акустического блюза, таких как Фред Макдауэлл и Роберт Пит Уильямс. Первоначально в мире блюза он стали известен благодаря своей сольной слайд-гитаре в стиле лэп-стайл, на которой он играл, кладя инструмент плашмя и играя на нём тяжелым стальным стержнем.
С 1990 года Фелпс начал писать песни и петь. В 1994 году выпустил свой дебютный альбом Lead Me On, все песни на котором были записаны с первого дубля. «Со спартанскими аранжировками, которые выдвигают на первый план искусную слайд-гитару Фелпса и искренним, проникновенным голосом, альбом вызывает большое восхищение и был отмечен в книге The Penguin Guide to Blues Recordings». Следующий альбом Roll Away the Stone претендовал на Blues Music Awards как лучший альбом акустического блюза, а сам Фелпс был номинрован на звание лучшего исполнителя акустического блюза. После этого он стал приглашаться на концерты по стране и даже отправился в трёхнедельное турне с Би Би Кингом. В 1995 году он сумел подписать контракт с крупным лейблом American Records, но они не выпустили уже записанный альбом.  
В дальнейшем Келли Джо Фелпс регулярно записывался, но за пределами северо-запада США и запада Канады большой известности не снискал, хотя давал концерты по всей стране, Канаде, где он жил, и в Европе. В январе 2013 года он объявил о перерыве в гастролях из-за локтевой невропатии в правой руке и кисти. Вскоре он оставил музыку и поселился в Айове. 
Фелпс умер во сне в своём доме в Айове 31 мая 2022 года. 
Член Зала славы музыки Орегона (2013).
Фолк-певец Джон Смит сказал, что: «Фелпс был гитаристом и шаманом, который мог погрузить целую толпу в транс и заставить их гадать, что, черт возьми, произошло. Просто прекрасный, волшебный артист».
«Келли Джо Фелпс не только поддерживал пламя кантри-блюза, но и создал практически безупречный каталог песен и альбомов, которые демонстрировали замечательное разнообразие, оставаясь при этом верными кантри, блюзу и фолк-музыке, вдохновлявшей его в детстве».
«Виртуозность Фелпса как музыканта невозможно переоценить: он переходил от стил-гитары к шестиструнной акустической гитаре с плоской декой и банджо, как ему подсказывала его артистическая интуиция, часто вопреки ожиданиям публики». 
«Фелпс начал свою карьеру, играя джаз. Он продолжает это делать. Если вы видели, как он играет, вы знаете, что он никогда не играет одну и ту же песню дважды. Он много импровизирует. Темп, интермедии, вставки в начале, иногда даже слова — это мгновенные решения. Это одно из преимуществ игры соло».
«Келли Джо Фелпс играет, поет и пишет блюз. Стоп, прежде чем вы это зафиксируете — забудьте о песнях в двенадцатитактовой трёхаккордовой прогрессии с двухстрочной повторной и ответной рифмованной структурой — хотя он, безусловно, может делать это, когда захочет. Я говорю о чувстве, дымном, одиноком, болезненном — но каким-то образом успокаивающем груве, который дает вам знать, что вы не одиноки — даже когда вам грустно»

## Дискография

### Студийные альбомы
- Lead Me On, (Burnside, 1994)
- Roll Away the Stone, (Rykodisc, 1997)
- Shine Eyed Mister Zen, (Rykodisc, 1999)
- Sky Like a Broken Clock, (Rykodisc, 2001)
- Beggar’s Oil (Rykodisc, 2002)
- Slingshot Professionals, (Rykodisc, 2003)
- Tap the Red Cane Whirlwind, (Rykodisc/True North, 2005)
- Tunesmith Retrofit, 2006 (Rounder, 2005)
- Western Bell, (Black Hen, 2009)
- Magnetic Skyline  (Make, 2010)
- Brother Sinner and the Whale, (Black Hen, 2012)
- Roll Away the Blues: The Very Best of, (Nascente, 2013)